# Rottachsee

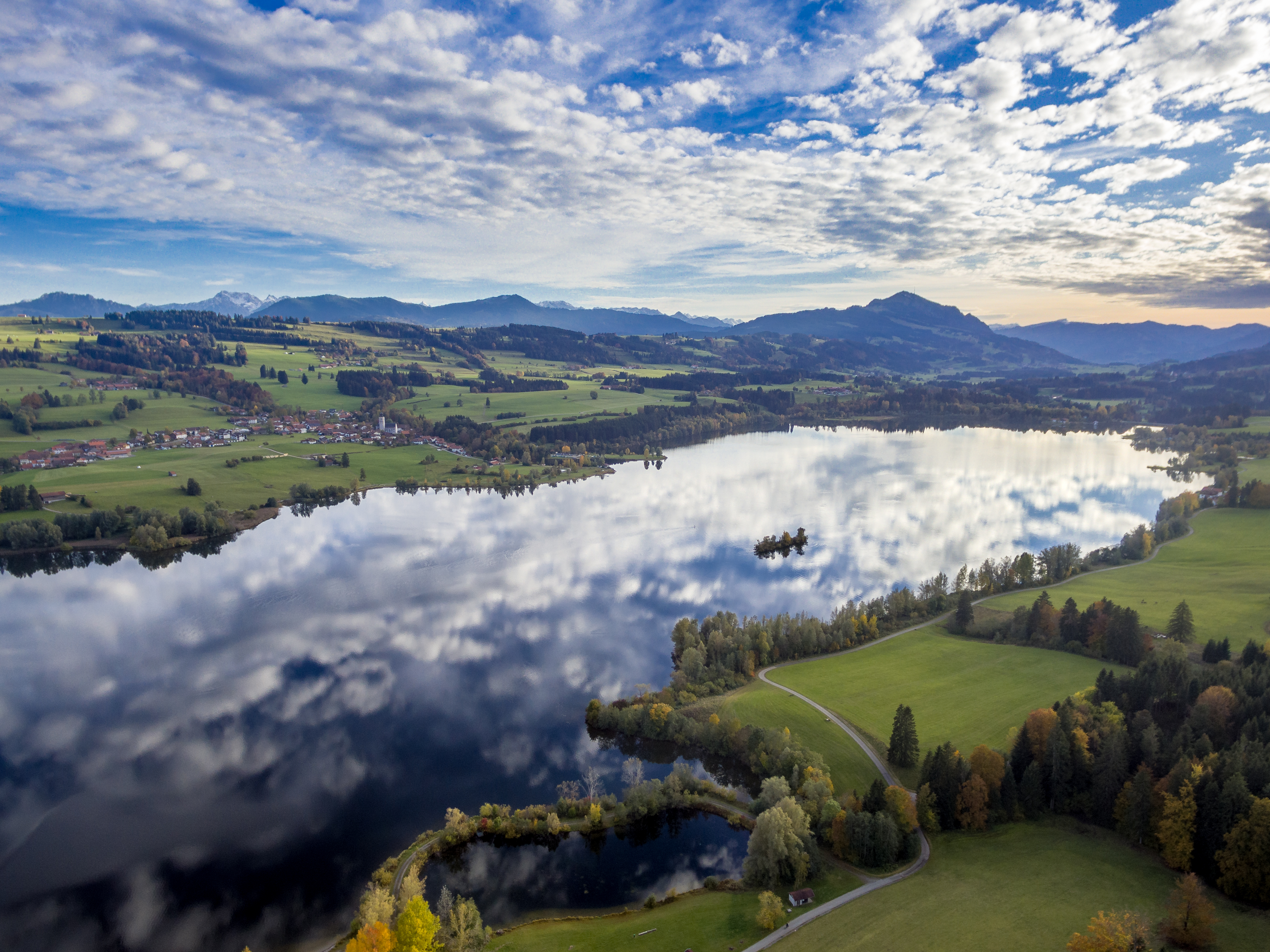
Rottachsee mit Blick auf Grünten und Petersthal (links)

Die Rottachtalsperre, auch Rottachsperre, Rottachspeicher oder Rottachsee genannt, ist ein 4,8 Kilometer langer Stausee der Rottach mit einem Umfang von 12,8 km und einer Fläche von 296 Hektar im Landkreis Oberallgäu, Schwaben, Bayern, ca. 15 Kilometer südlich von Kempten, in den Gemeinden Sulzberg und Oy-Mittelberg. Er ist der größte Badesee im Oberallgäu und die Wassertemperatur kann im Sommer bis zu 23 °C erreichen.

## Vorgeschichte
Die ersten Überlegungen zu einem Stausee im Rottachtal sind schon sehr alt, sie wurden bereits im Jahr 1904 angestellt. Konkretere Formen nahm der Plan dann im Jahr 1936 an. Im Herbst des Jahres wurden laut einem Bericht der Münchner Neuesten Nachrichten vom 6. März 1937 an einigen in Betracht kommenden Sperrstellen eingehende Untersuchungen des Geländes durchgeführt. Damals war sogar von drei Seen mit einer Fläche von zusammen über 1000 Hektar die Rede. Das umfangreiche Projekt war für die Stromerzeugung gedacht und kann in Zusammenhang mit der Arbeitsbeschaffung der damaligen nationalsozialistischen Machthaber gesehen werden. Es meldeten sich bereits damals zahlreiche Betroffene, die Einwände gegen die Pläne geltend machten. Das Projekt wurde dann aber wegen des Krieges nicht mehr weiter verfolgt.
Als in den Nachkriegsjahren der Energiebedarf rasch wuchs, griff man das Rottachspeicherprojekt wieder auf. Das Allgäuer Überlandwerk, das regionale Energieversorgungsunternehmen, plante nun einen Stausee mit etwa 100 Hektar Größe für ein Spitzenlastkraftwerk. Es regte sich wieder Widerstand von den betroffenen Grundstückseigentümern und den anliegenden Gemeinden Moosbach und Petersthal. Ein „Schutzverband der vom Rottach-Stauseeprojekt Betroffenen“ wurde gegründet, der jedoch schon bald nicht mit der nötigen Einigkeit auftrat. Erste Bauern verkauften ihre Grundstücke. Trotz des etwas unkoordinierten Widerstandes orientierte sich das Energieversorgungsunternehmen anders und gab den Stausee auf.
In den 70er Jahren wurde das Stauseeprojekt dann erneut aufgegriffen, diesmal vom bayerischen Staat, und nicht vorrangig wegen der Erzeugung von Energie, sondern aus wasserwirtschaftlichen Gründen. Außerdem wurde er nun mehr als dreimal so groß geplant. Zahlreiche Gründe für die Notwendigkeit wurden ins Feld geführt. Die Erhöhung des Pegels an Iller und Donau bei Niedrigwasser sei, neben der Verbesserung der Wasserqualität, nötig zur Sicherung der Trinkwassergewinnung an diesen Flüssen und zur Sicherstellung des benötigten Kühlwassers für das Kernkraftwerk Gundremmingen an der Donau. Die Überzeugungskraft dieser Argumente war jedoch für viele Beteiligte wie auch Beobachter nicht so stichhaltig, dass sie den gewaltigen Eingriff in die Landschaft rechtfertigten. Insbesondere die betroffenen Landwirte und Naturschützer sahen mit dem geplanten Rottachspeicher sowohl wertvolle, kleinteilig strukturierte Naturlandschaft mit selten gewordenen Tier- und Pflanzenarten, als auch landwirtschaftliche Nutzflächen des Oberallgäus unwiederbringlich untergehen und lehnten das Projekt heftig ab. Trotzdem formierten sich größere Proteste erst Mitte der 80er Jahre, als der Bau des Projektes bereits begonnen hatte. Doch da kam der Widerstand schon zu spät. Weder eine Klage vor dem Bayerischen Verwaltungsgerichtshof, noch eine Petition im Bayerischen Landtag konnten den bereits genehmigten und begonnenen Bau noch stoppen.

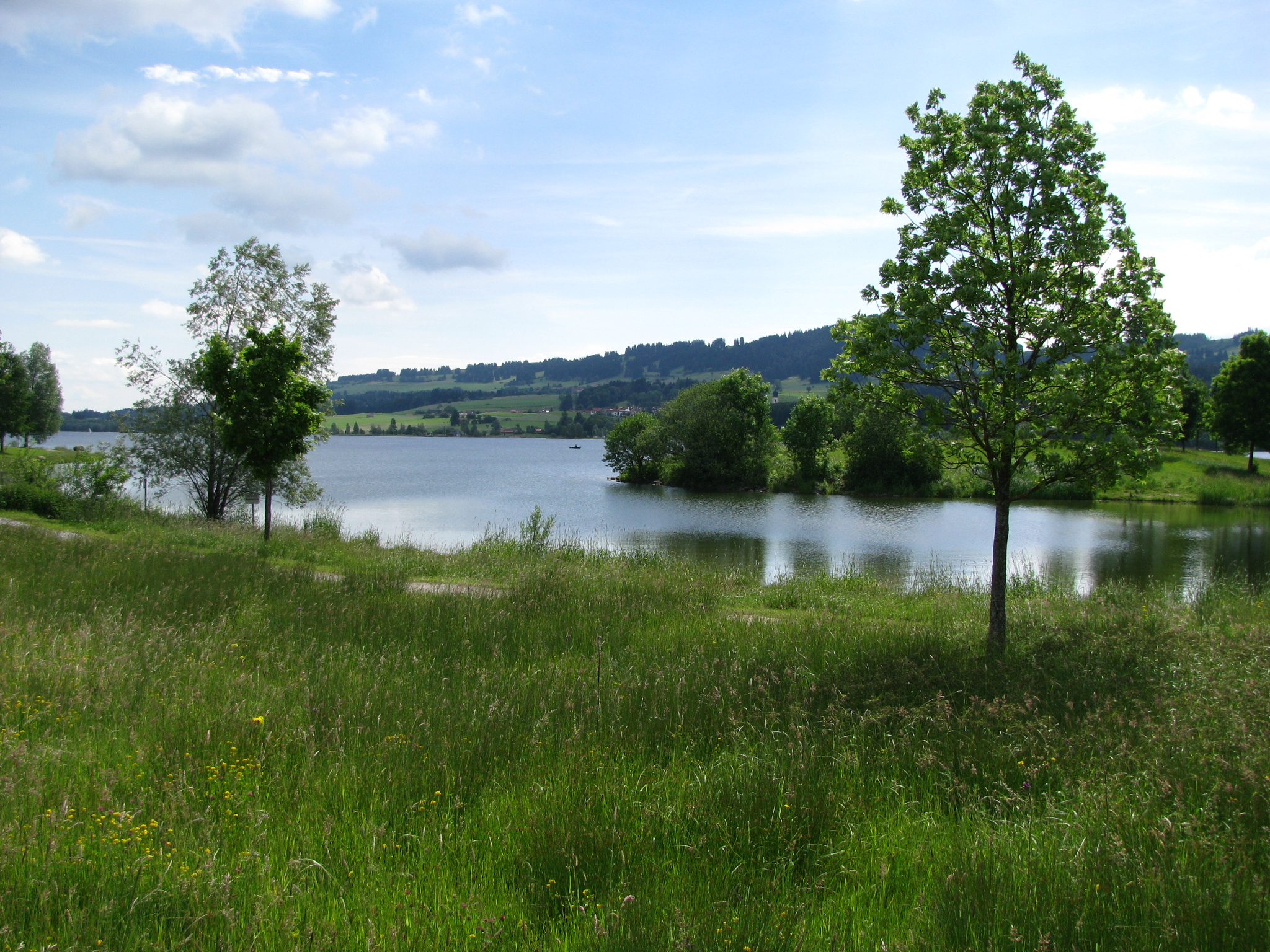
Freizeitgelände bei Moosbach

Anlässlich der offiziellen Inbetriebnahme des Stausees durch den damaligen Innen-Staatssekretär Herbert Huber wurde eine reich bebilderte Broschüre über den „blitzsauberen Badesee“ herausgegeben, in der der damalige bayerische Innenminister Edmund Stoiber den Wasserspeicher als eine „wirklich gelungene Verknüpfung von Technik und Natur“ darstellt. Für die Naturschützer sind jedoch Zweifel an der Notwendigkeit und Effizienz des Speichers geblieben, wenngleich er sich heute schön in die Allgäuer Landschaft einfügt und zahlreiche neue bedrohte Arten am Speicher eine neue Heimat gefunden haben.

## Bau und Inbetriebnahme
1978 wurde das Planfeststellungsverfahren für das 70-Millionen-Mark-Projekt abgeschlossen. Der Stollenbau begann 1983, gefolgt vom Dammbau 1986 und der Räumung des Stauraumes von 1989 bis 1992. Im April 1990 wurde mit dem Probestau begonnen, die offizielle Inbetriebnahme erfolgte am 14. Oktober 1992.

## Nutzung

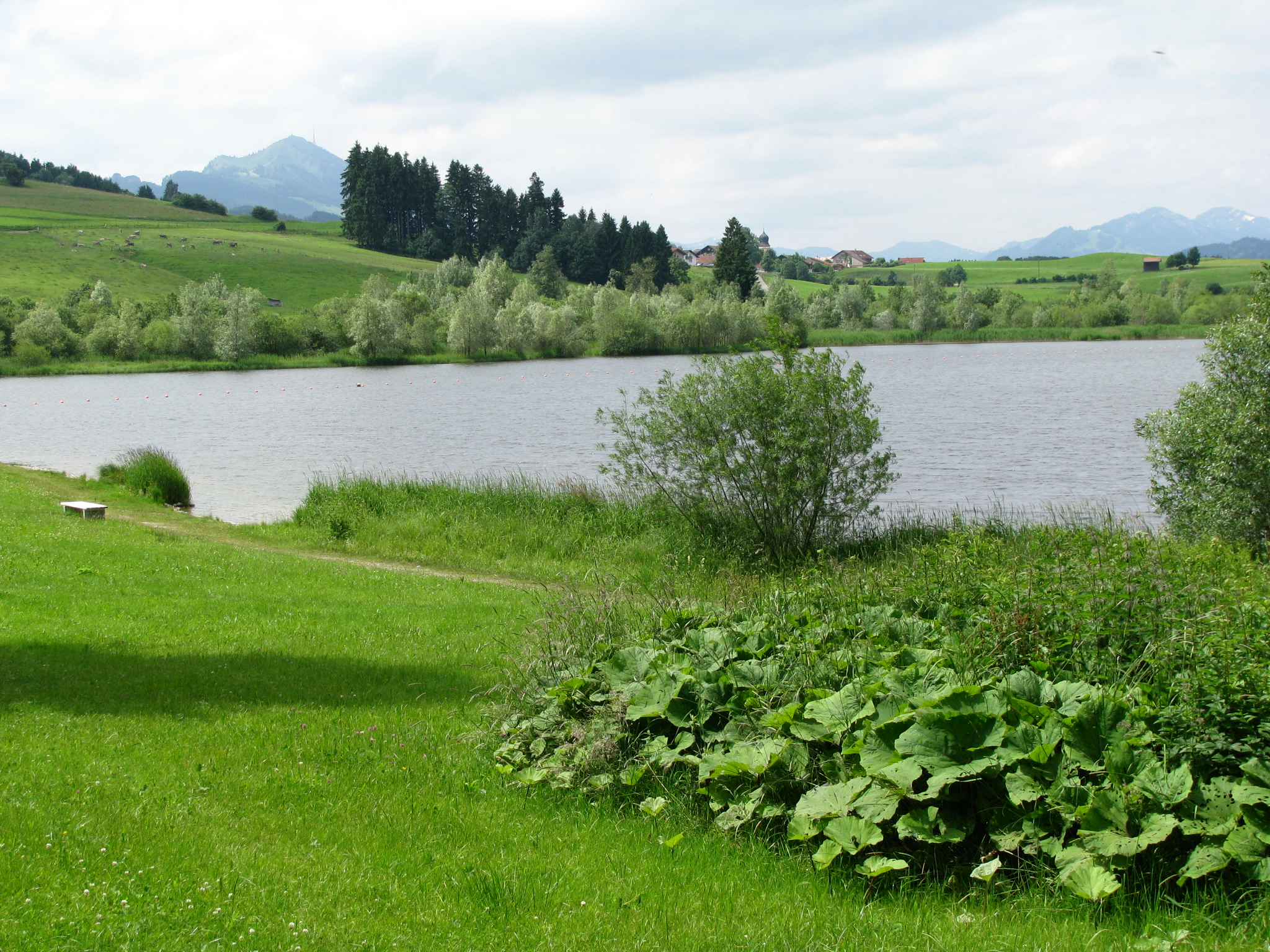
Freizeitgelände bei Bisseroy

Der Rottachsee dient dem Hochwasserschutz, der Niedrigwasseraufhöhung von Iller und Donau und der Stromerzeugung aus Wasserkraft. Zu diesem Zweck wird im Wasserkraftwerk eine Durchströmturbine mit einer Leistung von 480 kW betrieben. Die Anlage erzeugt etwa 1,6 Mio. kWh pro Jahr. Die Talsperre hat einen 38 m hohen und 190 m langen Erddamm. Die Staumauer ist 70 m hoch. Der See und einige Bereiche seines Ufers, insbesondere das Terrain eines vom restlichen See separierten Vorstaubereiches beim Weiler Bisseroy werden als Erholungsgelände genutzt. Inzwischen wird die Umgebung des Stausees als Biotop bezeichnet, weil viele Pflanzen und Tiere sich niedergelassen haben.

## Flora und Fauna
In ökologisch geschützten Bereichen sind Lebensräume für Tiere und Pflanzen entstanden. Inseln, Flachwasserzonen und Tiefwasserbereiche bilden viele unterschiedliche Standorte für Flora und Fauna. Das Seeufer besteht aus Wiese und vereinzelt aus Kies.

### Fischarten
Fischarten, die im Rottachsee heimisch sind:
- Hechte
- Zander
- Waller
- Aale
- Barsche
- Karpfen[6]